# Râul Hisiaș
Râul Hisiaș este un afluent al râului Chizdia. 

## Hărți
- Harta județului Timiș